# Potenzielle Auswirkungen außerirdischen Kontakts
Die potenziellen Auswirkungen des Kontakts mit Außerirdischen sind die Gesamtheit der Veränderungen in der irdischen Wissenschaft, Technologie, Kultur, Religion, Politik und den Ökosystemen, die sich aus dem Kontakt mit einer außerirdischen Zivilisation ergeben würden. Dieses Forschungsgebiet ist eng mit der Suche nach außerirdischer Intelligenz (SETI) verbunden, bei der versucht wird, intelligentes Leben außerhalb des Sonnensystems zu lokalisieren, anstatt die Auswirkungen des Kontakts mit diesem Leben zu analysieren.
Die möglichen Veränderungen durch außerirdischen Kontakt könnten in Ausmaß und Art sehr unterschiedlich sein, abhängig vom Stand des technologischen Fortschritts der außerirdischen Zivilisation, ihrem Grad an Güte oder Böswilligkeit und dem Grad des gegenseitigen Verständnisses zwischen ihr und der Menschheit.  Szenarioanalysen unterscheiden zwischen Signalszenario, Artefaktszenario – dem Finden materieller Hinterlassenschaften einer außerirdischen Zivilisation – und Begegnungsszenario. Das Medium, über das mit der Menschheit Kontakt aufgenommen wird, wie etwa elektromagnetische Strahlung, kann auch die Ergebnisse des Kontakts beeinflussen. Unter Berücksichtigung dieser Faktoren wurden verschiedene Systeme entwickelt, um die Auswirkungen außerirdischen Kontakts einzuschätzen. Das Thema ist ein aktives Forschungsfeld, das der Exosoziologie zugeordnet werden kann. Es gibt einige Organisationen wie das Seti Post-Detection Hub, die sich mit diesem Thema befassen.
Die Auswirkungen außerirdischen Kontakts, insbesondere mit einer technologisch überlegenen Zivilisation, werden oft mit der Begegnung zweier völlig unterschiedlicher menschlicher Kulturen auf der Erde verglichen; ein historischer Präzedenzfall ist der Kolumbianische Austausch. Solche Treffen führten im Allgemeinen zur Zerstörung der Zivilisation, die den Kontakt aufnahm (im Gegensatz zum „Kontaktgeber“, der den Kontakt initiierte), und daher ist die Zerstörung der menschlichen Zivilisation ein mögliches Ergebnis. Der Kontakt mit Außerirdischen ist auch vergleichbar mit den zahlreichen Begegnungen zwischen nicht-menschlichen einheimischen und invasiven Arten, die dieselbe ökologische Nische besetzen. Da es bislang jedoch keinen nachgewiesenen Kontakt mit der Öffentlichkeit gab, sind tragische Folgen weitgehend spekulativ.

## Hintergrund

### Suche nach außerirdischer Intelligenz

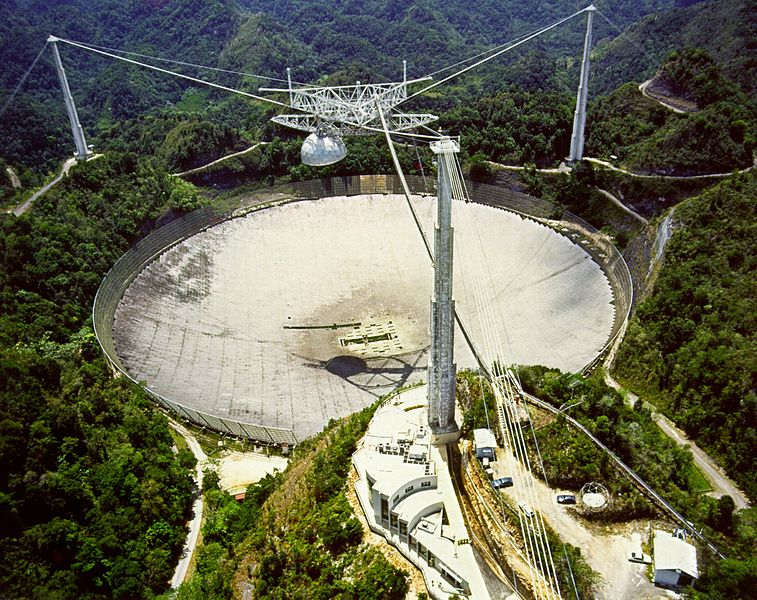
Im Jahr 1974 wurde das Arecibo-Observatorium genutzt, um die erste bekannte absichtliche Funkübertragung in den Weltraum zu senden

Die Arecibo-Botschaft, die an den Kugelsternhaufen M13 gesendet wurde, nachdem die Empfehlungen des Projekts Cyclops nicht umgesetzt wurden

Um außerirdische Zivilisationen mit Radioteleskopen zu entdecken, muss man ein künstliches, kohärentes Signal vor dem Hintergrund verschiedener natürlicher Phänomene identifizieren, die ebenfalls Radiowellen erzeugen. Zu den Teleskopen, die hierzu in der Lage sind, gehören das Allen Telescope Array in Hat Creek, Kalifornien, das neue Five hundred meter Aperture Spherical Telescope in China sowie das ehemalige, inzwischen abgerissene Arecibo-Observatorium in Puerto Rico. Verschiedene Programme zur Entdeckung außerirdischer Intelligenz wurden in der Vergangenheit staatlich gefördert. Das Projekt Cyclops wurde in den 1970er Jahren von der NASA in Auftrag gegeben, um die wirksamste Methode zur Suche nach Signalen von intelligenten außerirdischen Quellen zu untersuchen. Die Empfehlungen des Berichts wurden jedoch zugunsten des viel bescheideneren Ansatzes des Messaging to Extra-Terrestrial Intelligence (METI) verworfen, bei dem Nachrichten gesendet werden, die von intelligenten außerirdischen Wesen abgefangen werden könnten. Die NASA kürzte daraufhin die Finanzierung des SETI-Programms drastisch. Seitdem ist man auf private Spenden angewiesen, um die Suche fortzusetzen.
Mit der Entdeckung zahlreicher Exoplaneten im späten 20. und frühen 21. Jahrhundert, von denen einige bewohnbar sein könnten, sind Regierungen erneut daran interessiert, neue Programme zu finanzieren. Im Jahr 2006 startete die Europäische Weltraumorganisation COROT, die erste Raumsonde zur Suche nach Exoplaneten, und im Jahr 2009 startete die NASA das Weltraumobservatorium Kepler zum gleichen Zweck. Bis Februar 2013 hatte Kepler 105 der 5.943 bestätigten Exoplaneten entdeckt, und einer von ihnen, Kepler-22b, ist potenziell bewohnbar. Nach der Entdeckung nahm das SETI-Institut die Suche nach einer intelligenten außerirdischen Zivilisation wieder auf und konzentrierte sich dabei auf Keplers Kandidaten mit finanzieller Unterstützung der US Air Force.
Neu entdeckte Planeten, insbesondere solche, die potenziell bewohnbar sind, haben es den SETI- und METI-Programmen ermöglicht, Projekte zur Kommunikation mit außerirdischer Intelligenz neu auszurichten. Im Jahr 2009 wurde eine Nachricht von der Erde (AMFE) zum Planetensystem Gliese 581 gesendet. Im SETILive -Projekt, das 2012 begann, analysieren menschliche Freiwillige Daten des Allen Telescope Array, um nach möglichen außerirdischen Signalen zu suchen, die Computer aufgrund terrestrischer Funkstörungen übersehen könnten. Die Daten für die Studie werden durch Beobachtung der Kepler-Zielsterne mit dem Radioteleskop gewonnen.
Zusätzlich zu radiobasierten Methoden nutzen einige Projekte, wie beispielsweise SEVENDIP (Search for Extraterrestrial Visible Emissions from Nearby Developed Intelligent Populations) an der University of California, Berkeley, andere Bereiche des elektromagnetischen Spektrums, um nach außerirdischen Signalen zu suchen. Verschiedene andere Projekte suchen nicht nach kohärenten Signalen, sondern wollen elektromagnetische Strahlung nutzen, um andere Hinweise auf außerirdische Intelligenz zu finden, wie beispielsweise im Rahmen von Astroengineering -Projekten im Megamaßstab.
Im Laufe der Suche nach außerirdischer Intelligenz wurden bereits Signale dieses Typs entdeckt, insbesondere das Wow!-Signal, doch konnte bisher nicht bestätigt werden, dass diese Signale intelligenten Ursprungs sind.

### Folgenabschätzung
Die Auswirkungen eines außerirdischen Kontakts hängen von der Entdeckungsmethode, der Natur der außerirdischen Wesen und ihrem Standort im Verhältnis zur Erde ab.
Unter Berücksichtigung dieser Faktoren wurde die Rio-Skala entwickelt, um ein quantitativeres Bild der Folgen außerirdischen Kontakts zu liefern. Genauer gesagt misst die Skala, ob die Kommunikation über Funk erfolgte, welchen Informationsgehalt die Nachrichten hatten und ob die Entdeckung auf einer gezielt gesendeten Nachricht beruhte (und wenn ja, ob die Entdeckung das Ergebnis einer speziellen SETI-Initiative oder allgemeiner astronomischer Beobachtungen war) oder durch die Entdeckung von Vorkommnissen wie Strahlungslecks aus astrotechnischen Anlagen.  Auch die Frage, ob und mit welcher Sicherheit ein angebliches außerirdisches Signal als authentisch bestätigt wurde, wird die Auswirkungen des Kontakts beeinflussen. Die Rio-Skala wurde 2011 modifiziert und berücksichtigt nun auch, ob der Kontakt durch eine interstellare Botschaft oder durch ein physisches außerirdisches Artefakt zustande kam. Dabei wurde vorgeschlagen, die Definition des Artefakts um „Technosignaturen“ zu erweitern, darunter alle Hinweise auf intelligentes außerirdisches Leben mit Ausnahme der interstellaren Funkbotschaften, nach denen traditionelle SETI-Programme suchen.
Eine Studie des Astronomen Steven J. Dick am United States Naval Observatory untersuchte die kulturellen Auswirkungen des Kontakts mit Außerirdischen, indem er Ereignisse von ähnlicher Bedeutung in der Geschichte der Wissenschaft analysierte. Die Studie argumentiert, dass die Wirkung am stärksten vom Informationsgehalt der empfangenen Nachricht, sofern überhaupt, beeinflusst würde. Dabei wird zwischen kurzfristigen und langfristigen Auswirkungen unterschieden. Da die Studie einen Funkkontakt als plausibleres Szenario ansieht als den Besuch eines außerirdischen Raumschiffs, lehnt sie die häufig zitierte Analogie der europäischen Kolonisierung Amerikas als akkurates Modell für rein informativen Kontakt ab und zieht Ereignisse von tiefgreifender wissenschaftlicher Bedeutung wie die kopernikanische und die darwinistische Revolution vor, da diese besser vorhersagen können, welche Auswirkungen außerirdischer Kontakt auf die Menschheit haben könnte.
Die physische Distanz zwischen den beiden Zivilisationen wurde auch genutzt, um die kulturellen Auswirkungen des außerirdischen Kontakts einzuschätzen. Historische Beispiele zeigen, dass die kontaktierte Zivilisation eine umso geringere Bedrohung für sich und ihre Kultur wahrnimmt, je größer die Distanz ist. Daher ist es wahrscheinlich, dass Kontakte innerhalb des Sonnensystems und insbesondere in der unmittelbaren Umgebung der Erde die zerstörerischsten und negativsten Folgen für die Menschheit haben werden. Im kleineren Maßstab würden Menschen, die in der Nähe des Epizentrums des Kontakts leben, größere Auswirkungen spüren als diejenigen, die weiter entfernt leben, und ein Kontakt mit mehreren Epizentren würde einen größeren Schock auslösen als einer mit einem einzigen Epizentrum. Die Weltraumforscher Martin Dominik und John Zarnecki erklären, dass man in Ermangelung jeglicher Daten über die Natur außerirdischer Intelligenz die kulturellen Auswirkungen außerirdischen Kontakts auf der Grundlage von Verallgemeinerungen, die alles Leben umfassen, und von Analogien zur Geschichte vorhersagen müsse.
Auch die Ansichten der breiten Öffentlichkeit über die Auswirkungen außerirdischen Kontakts wurden untersucht. Eine Umfrage unter amerikanischen und chinesischen Universitätsstudenten aus dem Jahr 2000 lieferte eine Faktorenanalyse der Antworten auf Fragen, die sich unter anderem auf die Überzeugung der Teilnehmer bezogen, dass es im Universum außerirdisches Leben gibt, dass dieses Leben intelligent sein könnte und dass der Mensch irgendwann Kontakt damit aufnehmen wird. Die Studie zeigt signifikante gewichtete Korrelationen zwischen der Überzeugung der Teilnehmer, dass außerirdischer Kontakt entweder mit ihren persönlichen religiösen Überzeugungen in Konflikt geraten oder diese bereichern könnte, und der Konservativität dieser religiösen Überzeugungen. Je konservativer die Befragten, desto schädlicher schätzten sie den Kontakt mit Außerirdischen ein. Weitere signifikante Korrelationsmuster deuten darauf hin, dass die Studierenden der Ansicht waren, die Suche nach außerirdischer Intelligenz könne vergeblich oder sogar schädlich sein.
Die Psychologen Douglas Vakoch und Yuh-shiow Lee führten eine Umfrage durch, um die Reaktionen von Menschen auf den Erhalt einer Nachricht von Außerirdischen zu beurteilen. Dabei wurde auch ihre Einschätzung der Wahrscheinlichkeit untersucht, dass Außerirdische böswillige Absichten verfolgen. „Menschen, die die Welt als einen feindlichen Ort betrachten, glauben eher, dass Außerirdische feindselig sein werden“, sagte Vakoch gegenüber USA Today.

### Protokolle für Abläufe nach der Entdeckung
Es wurden verschiedene Protokolle erstellt, die das Vorgehen von Wissenschaftlern und Regierungen nach Kontakten mit Außerirdischen detailliert beschreiben. Protokolle nach der Erkennung müssen drei Fragen beantworten: Was ist in den ersten Wochen nach dem Empfang einer Nachricht von einer außerirdischen Quelle zu tun? Ob eine Antwort gesendet werden soll oder nicht? Und die Analyse der langfristigen Folgen der empfangenen Nachricht. Allerdings ist kein Protokoll nach der Erkennung nach nationalem oder internationalem Recht bindend und Dominik und Zarnecki gehen davon aus, dass die Protokolle im Falle eines Kontakts wahrscheinlich ignoriert werden.
Eines der ersten Protokolle nach der Entdeckung außerirdischer Intelligenz, die „Erklärung der Grundsätze für Aktivitäten nach der Entdeckung außerirdischer Intelligenz“, wurde vom ständigen SETI-Komitee der Internationalen Akademie für Astronautik (IAA) erstellt. Später wurde es vom Kuratorium der IAA und vom International Institute of Space Law und noch später von der Internationalen Astronomischen Union (IAU), dem Committee on Space Research, der International Union of Radio Science und anderen genehmigt. Diese Theorie wurde später von den meisten Forschern unterstützt, die sich mit der Suche nach außerirdischer Intelligenz beschäftigten,  einschließlich des SETI-Instituts.
Die Grundsatzerklärung enthält die folgenden allgemeinen Bestimmungen: 
1. Jede Person oder Organisation, die ein Signal empfängt, sollte versuchen zu überprüfen, ob es wahrscheinlich intelligenten Ursprungs ist, bevor sie es bekannt gibt.
2. Der Entdecker eines Signals sollte zum Zwecke einer unabhängigen Überprüfung mit den anderen Unterzeichnern der Erklärung kommunizieren, bevor er eine öffentliche Bekanntmachung macht, und auch seine nationalen Behörden informieren.
3. Sobald festgestellt wurde, dass es sich bei einer bestimmten astronomischen Beobachtung um ein glaubwürdiges außerirdisches Signal handelt, sollte die astronomische Gemeinschaft über das Zentralbüro für astronomische Telegramme der IAU informiert werden. Auch der Generalsekretär der Vereinten Nationen und verschiedene andere globale Wissenschaftsverbände sollten informiert werden.
4. Nach der Bestätigung des außerirdischen Ursprungs einer Beobachtung sollte die Nachricht über die Entdeckung öffentlich gemacht werden. Das Recht zur ersten öffentlichen Bekanntmachung liegt beim Entdecker.
5. Alle Daten, die die Entdeckung bestätigen, sollten der internationalen Wissenschaftsgemeinschaft veröffentlicht und möglichst dauerhaft in zugänglicher Form gespeichert werden.
6. Sollten Hinweise auf außerirdische Intelligenz in Form elektromagnetischer Signale vorliegen, sollte der Generalsekretär der Internationalen Fernmeldeunion (ITU) kontaktiert werden, der möglicherweise im nächsten wöchentlichen Rundschreiben der ITU dazu auffordert, die terrestrische Nutzung der elektromagnetischen Frequenzbänder, in denen das Signal empfangen wurde, zu minimieren.
7. Weder der Entdecker noch sonst jemand sollte auf die Beobachtung außerirdischer Intelligenz reagieren. Dies erfordert eine internationale Vereinbarung im Rahmen separater Verfahren.
8. Der ständige SETI-Ausschuss der IAA und die Kommission 51 der IAU sollten die Verfahren zur Erkennung außerirdischer Intelligenz und zur Verwaltung der mit solchen Entdeckungen verbundenen Daten kontinuierlich überprüfen. Ein Ausschuss, der sich aus Mitgliedern verschiedener internationaler wissenschaftlicher Vereinigungen und anderen vom Ausschuss benannten Gremien zusammensetzt, sollte die weitere SETI-Forschung regeln.

Anschließend wurde ein separater „Vorschlag für ein Abkommen über die Übermittlung von Nachrichten an außerirdische Geheimdienste“ erstellt. Darin wird vorgeschlagen, eine internationale Kommission zur Entdeckung außerirdischer Intelligenz einzurichten, deren Mitgliedschaft allen interessierten Nationen offen stehen würde. Diese Kommission würde entscheiden, ob eine Nachricht an die außerirdische Intelligenz gesendet werden soll, und wenn ja, würde sie den Inhalt der Nachricht auf der Grundlage von Prinzipien wie Gerechtigkeit, Respekt für kulturelle Vielfalt, Ehrlichkeit und Respekt für Eigentum und Territorium festlegen. Der Entwurf sieht vor, das Versenden jeglicher Nachrichten durch einzelne Staaten oder Organisationen ohne die Genehmigung der Kommission zu verbieten. Außerdem wird vorgeschlagen, dass der Sicherheitsrat der Vereinten Nationen Nachrichten an außerirdische Geheimdienste genehmigen soll, wenn die entdeckten Geheimdienste eine Gefahr für die menschliche Zivilisation darstellen. Allerdings wurde dieser Vorschlag, wie alle anderen auch, weder in nationales noch in internationales Recht umgesetzt.
Paul Davies, Mitglied der SETI Post-Detection Taskgroup, erklärte, dass Astronomen sich wahrscheinlich nicht an Protokolle für die Zeit nach der Entdeckung halten würden, die internationale Konsultationen vor größeren Schritten hinsichtlich der Entdeckung vorsehen. Für sie wäre der Aufstieg ihrer Karriere wichtiger als die Einhaltung eines Protokolls, das weder Teil des nationalen noch des internationalen Rechts ist.

## Kontaktszenarien und Überlegungen
In der wissenschaftlichen Literatur und in der Science-Fiction wurden verschiedene Modelle zu den möglichen Interaktionen zwischen außerirdischen und menschlichen Zivilisationen entwickelt. Ihre Vorhersagen reichen von hochentwickelten Zivilisationen, die die menschliche Zivilisation in vielen Bereichen voranbringen könnten, bis hin zu imperialen Mächten, die über die notwendigen Kräfte verfügen könnten, um die Menschheit zu unterwerfen. Einige Theorien gehen davon aus, dass eine außerirdische Zivilisation so weit fortgeschritten sein könnte, dass sie auf Biologie verzichten und stattdessen in hochentwickelten Computern leben könnte.
Die Auswirkungen einer Entdeckung hängen stark vom Grad der Aggressivität der Zivilisation ab, mit der die Menschheit interagiert, von ihrer Ethik und davon, wie viele Gemeinsamkeiten es zwischen der menschlichen und der außerirdischen Biologie gibt. Diese Faktoren können die Menge und Art des Dialogs bestimmen, der stattfinden kann.
Die Frage, ob der Kontakt über Signale aus der Ferne oder über Sonden oder Außerirdische in der Nähe der Erde (oder beides) erfolgt, wird auch das Ausmaß der langfristigen Auswirkungen des Kontakts bestimmen.
Bei der Kommunikation über elektromagnetische Signale würde die lange Stille zwischen dem Empfang einer Nachricht und der nächsten bedeuten, dass der Inhalt jeder Nachricht die Folgen des Kontakts besonders beeinflussen würde.
Was Sonden betrifft, so schlug eine Studie vor, dass die erste interstellare Sonde erfolgt wahrscheinlich nicht mit der frühesten dieser Zivilisation (also mit der, die zuerst ausgesandt wurde), sondern mit einer fortgeschritteneren, da man davon ausgeht, dass sich (zumindest) die Abfluggeschwindigkeit für jede Zivilisation zumindest für eine gewisse Zeit (wahrscheinlich) verbessert, was beispielsweise Auswirkungen auf die Art der zu erwartenden Sonden und die Auswirkungen etwaiger Sonden haben könnte, die früher ausgesandt wurden.

### Freundliche Zivilisationen
Viele Autoren haben über die Art und Weise spekuliert, wie eine freundliche Zivilisation mit der Menschheit interagieren könnte. Albert Harrison, emeritierter Professor für Psychologie an der University of California in Davis, war der Ansicht, dass eine hochentwickelte Zivilisation der Menschheit Dinge wie eine physikalische Weltanschauung, die Nutzung der Nullpunktenergie oder Überlichtgeschwindigkeit beibringen könnte. Sie schlagen vor, dass die Zusammenarbeit mit einer solchen Zivilisation zunächst in den Künsten und Geisteswissenschaften stattfinden könnte, bevor man sich auf die Naturwissenschaften ausweitet, und dass Künstler sogar die Speerspitze der Zusammenarbeit bilden könnten. Seth D. Baum vom Global Catastrophic Risk Institute und andere sind der Ansicht, dass die längere Lebensdauer kooperativer Zivilisationen im Vergleich zu unkooperativen und aggressiven Zivilisationen dazu führen könnte, dass außerirdische Zivilisationen der Menschheit generell eher helfen. Im Gegensatz zu diesen Ansichten vertrat Paolo Musso, Mitglied der SETI Permanent Study Group der International Academy of Astronautics (IAA) und der Päpstlichen Akademie der Wissenschaften, die Ansicht, dass außerirdische Zivilisationen ebenso wie Menschen eine Moral besitzen, die nicht ausschließlich von Altruismus, sondern auch vom individuellen Nutzen bestimmt ist, wodurch die Möglichkeit offen bleibt, dass zumindest einige außerirdische Zivilisationen feindselig sind.

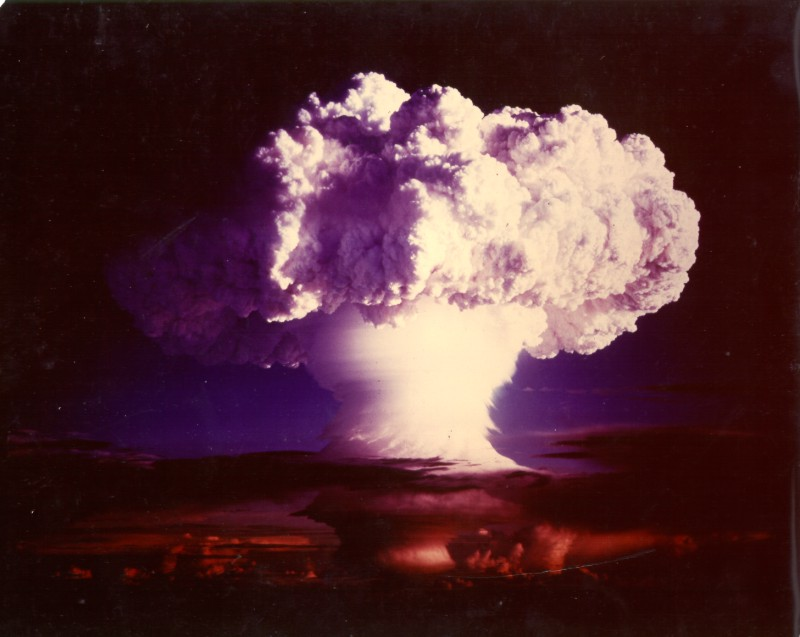
Eine fortschrittliche, freundliche außerirdische Zivilisation könnte der Menschheit helfen, Risiken zu beseitigen, die ihre junge Zivilisation zerstören könnten.

Der Futurist Allen Tough vermutet, dass eine extrem fortgeschrittene außerirdische Zivilisation, die sich an ihre eigene Vergangenheit voller Krieg und Plünderungen erinnert und weiß, dass sie über Superwaffen verfügt, die sie zerstören könnten, eher versuchen würde, den Menschen zu helfen, als sie zu zerstören. Er identifiziert drei Ansätze, die eine freundliche Zivilisation verfolgen könnte, um der Menschheit zu helfen: 
- Intervention nur zur Abwendung einer Katastrophe: Dabei würde es sich um gelegentliche, begrenzte Interventionen handeln, um Ereignisse zu verhindern, die die menschliche Zivilisation völlig zerstören könnten, wie etwa einen Atomkrieg oder einen Asteroideneinschlag.[45]
- Rat und Handeln mit Zustimmung: Bei diesem Ansatz würden die Außerirdischen stärker in irdische Angelegenheiten eingebunden, würden die Staats- und Regierungschefs beraten und mit deren Zustimmung handeln, um vor Gefahren zu schützen.[45]
- Zwangskorrekturmaßnahmen: Die Außerirdischen könnten die Menschheit zwingen, gegen ihren Willen große Risiken zu reduzieren, um der Menschheit zu helfen, die nächste Stufe der Zivilisation zu erreichen.[45]

Tough hält es für wahrscheinlicher, nur mit Zustimmung zu beraten und zu handeln, als die Option der Gewalt. Obwohl Zwangshilfe möglich sein könnte und fortgeschrittene Außerirdische ihre eigenen Praktiken als denen der Menschheit überlegen anerkennen würden, ist es unwahrscheinlich, dass diese Methode bei kultureller Zusammenarbeit zum Einsatz kommen würde. Lemarchand schlägt vor, dass sich die Ausbildung einer Zivilisation in ihrer „technologischen Adoleszenz“, wie beispielsweise der Menschheit, wahrscheinlich eher auf Moral und Ethik als auf Wissenschaft und Technologie konzentrieren würde, um sicherzustellen, dass sich die Zivilisation nicht durch Technologie selbst zerstört, für deren Nutzung sie noch nicht bereit ist.
Laut Tough ist es unwahrscheinlich, dass die Abwehr unmittelbarer Gefahren und die Verhinderung künftiger Katastrophen über Funk erfolgen würden, da diese Aufgaben eine ständige Überwachung und schnelles Handeln erfordern würden. Eine kulturelle Zusammenarbeit könnte jedoch auch über Funk oder eine Raumsonde im Sonnensystem stattfinden, da Funkwellen genutzt werden könnten, um der Menschheit Informationen über fortschrittliche Technologien und Kulturen mitzuteilen.
Selbst wenn eine alte und hochentwickelte außerirdische Zivilisation der Menschheit helfen wollte, könnten die Menschen aufgrund der technologischen und kulturellen Überlegenheit dieser Zivilisation ihre Identität und ihr Selbstvertrauen verlieren.  Eine freundliche Zivilisation kann jedoch ihren Kontakt mit der Menschheit so gestalten, dass unbeabsichtigte Folgen minimiert werden. Michael AG Michaud vermutet, dass eine freundliche und fortgeschrittene außerirdische Zivilisation sogar jeden Kontakt mit einer aufkommenden intelligenten Spezies wie der Menschheit vermeiden könnte, um sicherzustellen, dass sich die weniger fortgeschrittene Zivilisation auf natürliche Weise in ihrem eigenen Tempo entwickeln kann. Dies ist als Zoo-Hypothese bekannt.

### Feindliche Zivilisationen
In der Science-Fiction wird oft dargestellt, wie Menschen eine Invasion Außerirdischer erfolgreich abwehren. Wissenschaftler sind jedoch häufiger der Ansicht, dass eine außerirdische Zivilisation mit ausreichender Kraft, um die Erde zu erreichen, in der Lage wäre, die menschliche Zivilisation oder die Menschheit mit minimalem Aufwand zu zerstören. Operationen, die im menschlichen Maßstab enorm sind, wie etwa die Zerstörung aller größeren Bevölkerungszentren auf einem Planeten, die Bombardierung eines Planeten mit tödlicher Neutronenstrahlung oder sogar die Reise zu einem anderen Planetensystem, um es zu verwüsten, können wichtige Werkzeuge für eine feindliche Zivilisation sein.
Deardorff spekuliert, dass ein kleiner Teil der intelligenten Lebensformen in der Galaxie aggressiv sein könnte, die tatsächliche Aggressivität oder Güte der Zivilisationen jedoch ein breites Spektrum abdecken würde, wobei einige Zivilisationen andere „überwachen“. Zivilisationen sind möglicherweise nicht homogen und umfassen verschiedene Fraktionen oder Untergruppen. Harrison und Dick zufolge könnte feindliches außerirdisches Leben im Universum tatsächlich selten sein, ebenso wie kriegerische und autokratische Nationen auf der Erde diejenigen waren, die am kürzesten überdauert haben, und die Menschheit erlebt eine Abkehr von diesen Merkmalen in ihren eigenen soziopolitischen Systemen. Darüber hinaus könnten die Ursachen für Kriege für eine Zivilisation mit Zugang zur Galaxie erheblich verringert werden, da es im Weltraum enorme Mengen an natürlichen Ressourcen gibt, die ohne Gewaltanwendung zugänglich sind.
Der SETI-Forscher Carl Sagan glaubte, dass eine Zivilisation, die über die nötige technologische Leistungsfähigkeit verfügt, um die Sterne zu erreichen und zur Erde zu gelangen, den Krieg überwunden haben muss, um die Selbstzerstörung vermeiden zu können. Vertreter einer solchen Zivilisation würden die Menschheit mit Würde und Respekt behandeln, und die Menschheit mit ihrer relativ rückständigen Technologie hätte keine andere Wahl, als sich zu revanchieren. Seth Shostak, ein Astronom am SETI-Institut, ist anderer Meinung und erklärt, dass die begrenzte Menge an Ressourcen in der Galaxie bei jeder intelligenten Spezies Aggressivität fördern würde und dass eine Forscherzivilisation, die Kontakt mit der Menschheit aufnehmen möchte, aggressiv wäre. Ragbir Bhathal behauptete, dass die Evolutionsgesetze auf einem anderen bewohnbaren Planeten dieselben seien wie auf der Erde. Daher könnte eine extrem fortgeschrittene außerirdische Zivilisation motiviert sein, die Menschheit auf ähnliche Weise zu kolonisieren, wie die Europäer einen Großteil der übrigen Welt kolonisiert haben.
David Brin widerspricht diesen Analysen und führt aus, dass eine außerirdische Zivilisation zwar den Zwang haben könnte, ohne eigenen Nutzen zu handeln, es jedoch naiv wäre, anzunehmen, dass eine solche Eigenschaft in der gesamten Galaxie vorherrschend wäre. Brin weist darauf hin, dass in vielen Moralsystemen der Erde, wie etwa dem der Azteken oder Karthager, das nichtmilitärische Töten von der Gesellschaft akzeptiert und sogar „gepriesen“ wurde, und erwähnt weiter, dass solche Taten nicht auf Menschen beschränkt sind, sondern im gesamten Tierreich zu finden sind.
Baum et al. spekulieren, dass hochentwickelte Zivilisationen wahrscheinlich nicht auf die Erde gekommen wären, um Menschen zu versklaven, da sie zur Erreichung ihres Entwicklungsniveaus die Probleme von Arbeit und Ressourcen auf andere Weise hätten lösen müssen, etwa durch die Schaffung einer nachhaltigen Umwelt und den Einsatz mechanisierter Arbeit. Darüber hinaus könnten Menschen aufgrund deutlicher Unterschiede in der Biochemie eine ungeeignete Nahrungsquelle für Außerirdische sein. Beispielsweise kann sich die Chiralität der von terrestrischen Biota verwendeten Moleküle von der von außerirdischen Lebewesen verwendeten unterscheiden. Douglas Vakoch argumentiert, dass die absichtliche Aussendung von Signalen das Risiko einer außerirdischen Invasion nicht erhöht, entgegen den Bedenken des britischen Kosmologen Stephen Hawking, denn „jede Zivilisation, die in der Lage ist, zwischen den Sternen zu reisen, kann unsere zufälligen Radio- und Fernsehlecks bereits in einer Entfernung von mehreren hundert Lichtjahren empfangen.“ Die am leichtesten oder wahrscheinlichsten wahrnehmbaren künstlichen Signale von der Erde sind kurze Impulse, die während des Kalten Krieges von Radaren zur Frühwarnung gegen ballistische Raketen (ABM) und zur Weltraumüberwachung sowie später von astronomischen und militärischen Radaren ausgesendet wurden. Im Gegensatz zu den ersten konventionellen Rundfunk- und Fernsehübertragungen, von denen behauptet wurde, sie seien auf kurze Distanz nicht nachweisbar, konnten solche Signale in bestimmten Regionen auch von relativ weit entfernten Empfangsstationen empfangen werden.
Politiker äußerten sich auch zu den wahrscheinlichen Reaktionen des Menschen auf den Kontakt mit feindlichen Arten. In einer Rede vor der 42. Sitzung der Generalversammlung der Vereinten Nationen im Jahr 1987 sagte Ronald Reagan: „Ich denke manchmal darüber nach, wie schnell unsere weltweiten Differenzen verschwinden würden, wenn wir einer Bedrohung von außerhalb dieser Welt ausgesetzt wären.“

### Gleich entwickelte und weiter entwickelte Zivilisationen

Es wird angenommen, dass eine technologisch fortgeschrittene außerirdische Zivilisation wahrscheinlich auch ethisch fortschrittlich wäre und keine Projekte mit schwerwiegenden ökologischen Auswirkungen auf andere Spezies in Angriff nehmen würde, wie etwa den Bau einer Dyson-Sphäre.

Robert Freitas spekulierte 1978, dass der technologische Fortschritt und der Energieverbrauch einer Zivilisation, gemessen entweder relativ zu einer anderen Zivilisation oder in absoluten Zahlen anhand ihrer Bewertung auf der Kardaschow-Skala, eine wichtige Rolle für die Folgen außerirdischen Kontakts spielen könnten. Angesichts der Undurchführbarkeit interstellarer Raumflüge für Zivilisationen auf einem mit der Menschheit vergleichbaren technologischen Niveau müssten Interaktionen zwischen solchen Zivilisationen per Funk erfolgen. Wegen der langen Laufzeiten von Radiowellen zwischen Sternen würden derartige Interaktionen weder zur Aufnahme diplomatischer Beziehungen noch zu irgendeiner bedeutenden zukünftigen Interaktion zwischen den beiden Zivilisationen führen.
Laut Freitas müsste der direkte Kontakt mit Zivilisationen, die wesentlich weiter entwickelt sind als die Menschheit, innerhalb des Sonnensystems stattfinden, da nur die fortgeschrittenere Gesellschaft über die Ressourcen und die Technologie verfügen würde, den interstellaren Raum zu durchqueren. Folglich könnte ein solcher Kontakt nur mit Zivilisationen stattfinden, die auf der Kardaschew-Skala als Typ II oder höher eingestuft werden, da Zivilisationen des Typs I nicht zu regelmäßigen interstellaren Reisen fähig wären.  Freitas erwartete, dass derartige Interaktionen von der fortgeschritteneren Zivilisation sorgfältig geplant würden, um einen massiven gesellschaftlichen Schock für die Menschheit zu vermeiden.
Egal wie viel Planung eine außerirdische Zivilisation auch betreibt, bevor sie Kontakt mit der Menschheit aufnimmt, die Menschen könnten bei ihrer Ankunft großen Schock und Schrecken verspüren, insbesondere, weil ihnen jegliches Verständnis für die kontaktierende Zivilisation fehlt. Ben Finney vergleicht die Situation mit der der Stammesbevölkerung Neuguineas, einer Insel, die vor 50.000 Jahren während der letzten Eiszeit besiedelt wurde, aber bis zur Ankunft der europäischen Kolonialmächte im späten 19. und frühen 20. Jahrhundert kaum Kontakt zur Außenwelt hatte. Der enorme Unterschied zwischen der einheimischen Steinzeitgesellschaft und der technischen Zivilisation der Europäer führte zu unerwarteten Verhaltensweisen unter den einheimischen Bevölkerungen, die als Cargo-Kulte bekannt sind: Um die Götter dazu zu bewegen, ihnen die Technologie zu bringen, die die Europäer besaßen, schufen die Eingeborenen als eine Art Sympathikamagie hölzerne „Radiostationen“ und „Landebahnen“. Finney argumentiert, dass die Menschheit die wahre Bedeutung einer außerirdischen Übertragung auf die Erde möglicherweise missversteht, ähnlich wie die Menschen in Neuguinea den Ursprung moderner Güter und Technologien nicht verstehen konnten. Er kommt zu dem Schluss, dass die Folgen außerirdischer Kontakte erst durch gründliche Studien langfristig ans Licht kommen werden und nicht als schnelle, abrupte Ereignisse, die kurzzeitig Schlagzeilen machen.
Billingham hat angedeutet, dass eine Zivilisation, die technologisch weit fortgeschrittener sei als die Menschheit, wahrscheinlich auch kulturell und ethisch fortgeschritten sei und daher wahrscheinlich keine Astrotechnik-Projekte durchführen würde, die der menschlichen Zivilisation schaden würden. Zu solchen Projekten könnten Dyson-Sphären gehören, die Sterne vollständig umschließen und die gesamte von ihnen ausgehende Energie einfangen. Selbst wenn es für eine fortgeschrittene Zivilisation durchaus möglich wäre und enorme Energiemengen bereitstellen würde, würde ein solches Projekt nicht in Angriff genommen werden. Aus ähnlichen Gründen würden solche Zivilisationen der Menschheit nicht ohne weiteres das Wissen vermitteln, das zum Bau solcher Geräte erforderlich ist. Dennoch würde die Existenz solcher Fähigkeiten zumindest zeigen, dass die Zivilisationen die „technologische Adoleszenz“ überlebt haben. Trotz der Vorsicht, die eine solche fortgeschrittene Zivilisation im Umgang mit der weniger reifen menschlichen Zivilisation walten lassen würde, stellte sich Sagan vor, dass eine fortgeschrittene Zivilisation den Menschen auf der Erde eine Encyclopædia Galactica schicken könnte, in der die Wissenschaften und Kulturen vieler außerirdischer Gesellschaften beschrieben würden.
Ob eine fortgeschrittene außerirdische Zivilisation der Menschheit eine entzifferbare Botschaft senden würde, ist an sich schon eine Frage der Debatte. Sagan argumentierte, dass eine hochentwickelte außerirdische Zivilisation sich bewusst wäre, dass sie mit einer relativ primitiven Zivilisation kommunizierte und daher versuchen würde, sicherzustellen, dass die empfangende Zivilisation in der Lage wäre, die Nachricht zu verstehen. Marvin Minsky glaubte, dass Außerirdische aufgrund gemeinsamer Einschränkungen ähnlich wie Menschen denken könnten, was eine Kommunikation ermöglicht. Der Astronom Guillermo Lemarchand argumentierte gegen diese Ansicht und erklärte, dass eine fortgeschrittene Zivilisation eine Nachricht mit hohem Informationsgehalt, wie etwa eine Encyclopædia Galactica, wahrscheinlich verschlüsseln würde, um sicherzustellen, dass nur andere ethisch fortgeschrittene Zivilisationen sie verstehen könnten. Douglas Vakoch geht davon aus, dass die Entschlüsselung einer Nachricht einige Zeit in Anspruch nehmen könnte. Er erklärte gegenüber ABC News: „Ich glaube nicht, dass wir sofort verstehen werden, was sie zu sagen haben.“ „Bei dem Versuch, eine andere Zivilisation zu interpretieren, wird man viel raten müssen“, sagte er gegenüber Science Friday und fügte hinzu: „In gewisser Weise wird jede Nachricht, die wir von einem Außerirdischen erhalten, wie ein kosmischer Rorschach-Tintenkleckstest sein.“

### Interstellare Zivilisationsgruppen
Angesichts des Alters der Galaxie vermutet Harrison, dass es „galaktische Clubs“ geben könnte, also Zusammenschlüsse von Zivilisationen aus der gesamten Galaxie. Solche Clubs konnten als lose Konföderationen oder Allianzen beginnen und sich schließlich zu mächtigen Zusammenschlüssen vieler Zivilisationen entwickeln. Wenn die Menschheit in einen Dialog mit einer außerirdischen Zivilisation treten könnte, wäre sie möglicherweise in der Lage, einem solchen galaktischen Club beizutreten. Wenn weitere außerirdische Zivilisationen oder Vereinigungen davon entdeckt werden, könnten auch diese in einen solchen Club aufgenommen werden. Sebastian von Hoerner hat vorgeschlagen, dass der Beitritt zu einem galaktischen Club für die Menschheit eine Möglichkeit sein könnte, den Kulturschock zu verarbeiten, der durch den Kontakt mit einer fortgeschrittenen außerirdischen Zivilisation entsteht.
Michaud bezweifelt, dass ein breites Spektrum von Zivilisationen aus vielen Teilen der Galaxie überhaupt in der Lage wäre, zusammenzuarbeiten. Er gibt an, dass Zivilisationen mit großen Unterschieden in den ihnen zur Verfügung stehenden Technologien und Ressourcen sich selbst möglicherweise nicht einmal annähernd als gleichwertig betrachten. Es ist unwahrscheinlich, dass die Menschheit auf ihrem derzeitigen niedrigen technologischen Entwicklungsstand die Grundvoraussetzungen für eine Mitgliedschaft erfüllen würde. Ein galaktischer Club könnte, so spekuliert William Hamilton, extrem hohe Zugangsvoraussetzungen stellen, die von weniger fortgeschrittenen Zivilisationen wahrscheinlich nicht erfüllt werden könnten.
Als zwei kanadische Astronomen behaupteten, sie hätten durch die Analyse der Datenbank des Sloan Digital Sky Survey möglicherweise 234 außerirdische Zivilisationen entdeckt, bezweifelte Douglas Vakoch ihre Erklärung für ihre Ergebnisse und wies darauf hin, dass es ungewöhnlich wäre, wenn alle diese Sterne mit genau der gleichen Frequenz pulsierten, es sei denn, sie wären Teil eines koordinierten Netzwerks: „Wenn man einen Schritt zurückgeht“, sagte er, „würde das bedeuten, dass man 234 unabhängige Sterne hat, die alle beschlossen haben, auf genau dieselbe Weise zu senden.“
Michaud schlägt vor, dass eine interstellare Gruppierung von Zivilisationen die Form eines Imperiums annehmen könnte, das nicht unbedingt eine Macht des Bösen sein muss, sondern in seinem gesamten Herrschaftsbereich für Frieden und Sicherheit sorgen kann. Aufgrund der Entfernungen zwischen den Sternen würde ein solches Reich seine Kontrolle nicht unbedingt ausschließlich durch militärische Gewalt aufrechterhalten, sondern eher lokale Kulturen und Institutionen tolerieren, sofern diese keine Bedrohung für die zentrale imperiale Autorität darstellen würden. Eine solche Toleranz kann, wie es historisch auf der Erde geschehen ist, so weit gehen, dass sie den bestehenden Institutionen eine nominelle Selbstverwaltung bestimmter Regionen gestattet, diese Gebiete aber gleichzeitig als Marionetten- oder Klientelstaat zur Verwirklichung der Ziele der imperialen Macht erhält. Besonders fortschrittliche Mächte könnten jedoch Methoden wie Überlichtgeschwindigkeitsreisen einsetzen, um die zentrale Verwaltung effektiver zu gestalten.
Im Gegensatz zu der Annahme, dass eine außerirdische Zivilisation ein Imperium errichten möchte, geht Ćirković davon aus, dass eine außerirdische Zivilisation eher das Gleichgewicht bewahren würde, als sich auszubreiten. In einem solchen Gleichgewicht würde eine Zivilisation nur eine kleine Anzahl von Sternen kolonisieren und eher auf maximale Effizienz abzielen als auf die Ausweitung massiver und nicht nachhaltiger imperialer Strukturen. Dies steht im Gegensatz zur klassischen Zivilisation vom Kardaschew-Typ III, die Zugriff auf die Energieleistung einer ganzen Galaxie hat und hinsichtlich ihrer zukünftigen Expansion keinen Beschränkungen unterliegt. Dieser Ansicht zufolge ähneln fortgeschrittene Zivilisationen möglicherweise nicht den klassischen Beispielen aus der Science-Fiction, sondern eher den kleinen, unabhängigen griechischen Stadtstaaten, wobei der Schwerpunkt eher auf kulturellem als auf territorialem Wachstum liegt.

### Außerirdische Artefakte

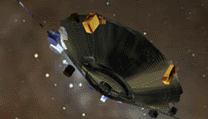
Robotersonden könnten als Mittel zur interstellaren Kommunikation Radiowellen oder Mikrowellen vorzuziehen sein.

Eine außerirdische Zivilisation könnte sich aus verschiedenen Gründen dafür entscheiden, mit der Menschheit über Artefakte oder Sonden statt über Funk zu kommunizieren. Zwar könnten Sonden lange brauchen, um das Sonnensystem zu erreichen, doch wären sie dort in der Lage, einen anhaltenden Dialog zu führen, der per Funk aus Hunderten oder Tausenden von Lichtjahren Entfernung unmöglich wäre. Für die Überwachung und kontinuierliche Beobachtung einer Zivilisation wäre das Radio völlig ungeeignet. Sollte eine außerirdische Zivilisation derartige Aktivitäten an der Menschheit durchführen wollen, könnten Artefakte die einzige Möglichkeit sein, außer große bemannte Raumschiffe ins Sonnensystem zu schicken.
Obwohl Physiker wie Miguel Alcubierre ernsthaft über Reisen mit Überlichtgeschwindigkeit nachdenken, spekuliert Tough, dass Robotersonden, die mit konventioneller Geschwindigkeit reisen, für verschiedene Anwendungen immer noch im Vorteil sind, da mit den derzeit vorgeschlagenen Mechanismen enorme Energiemengen erforderlich sind, um derartige Geschwindigkeiten zu erreichen. Eine Studie des Johnson Space Center der NASA aus dem Jahr 2013 zeigt jedoch, dass für Überlichtgeschwindigkeitsreisen mit dem Alcubierre-Antrieb deutlich weniger Energie benötigt wird als bisher angenommen: Es wird lediglich etwa eine Tonne exotischer Masse-Energie benötigt, um ein Raumfahrzeug mit zehnfacher Lichtgeschwindigkeit zu bewegen. Dies steht im Gegensatz zu früheren Schätzungen, die besagten, dass nur ein Objekt mit der Masse des Jupiters über genügend Energie verfügen würde, um ein Überlichtgeschwindigkeits-Raumfahrzeug anzutreiben.
Laut Tough könnte eine außerirdische Zivilisation der Menschheit verschiedene Arten von Informationen in Form von Artefakten zukommen lassen, wie etwa eine Encyclopædia Galactica, die das Wissen unzähliger außerirdischer Kulturen enthält, oder vielleicht eine Einladung, mit ihnen diplomatische Beziehungen einzugehen. Eine Zivilisation, die sich am Rande des Untergangs sieht, könnte die ihr noch verbleibenden Fähigkeiten nutzen, um Sonden mit ihren Kulturen, Werten, Religionen, Wissenschaften, Technologien und Gesetzen durch die Galaxie zu schicken, damit diese nicht zusammen mit der Zivilisation selbst aussterben.
Freitas findet zahlreiche Gründe, warum interstellare Sonden eine bevorzugte Kommunikationsmethode unter außerirdischen Zivilisationen sein könnten, die Kontakt mit der Erde aufnehmen möchten. Eine Zivilisation, die mehr über die Verteilung des Lebens in der Galaxie erfahren möchte, könnte, so spekuliert er, Sonden zu einer großen Zahl von Sternensystemen schicken, anstatt Funk zu verwenden, da man per Funk keine Antwort garantieren könne, wohl aber (sagt er) sicherstellen könne, dass die Sonden mit Daten über die von ihnen untersuchten Sternensysteme zu ihrem Absender zurückkehren. Darüber hinaus würden Sonden die Untersuchung nichtintelligenter Bevölkerungsgruppen oder solcher, die noch nicht zur Weltraumnavigation fähig sind (wie die Menschen vor dem 20. Jahrhundert), sowie intelligenter Bevölkerungsgruppen ermöglichen, die möglicherweise keine Informationen über sich und ihren Planeten an außerirdische Zivilisationen weitergeben möchten. Darüber hinaus würde die größere Energie, die zum Senden von Lebewesen anstelle einer Robotersonde erforderlich wäre, laut Michaud nur für Zwecke wie eine Einwegmigration verwendet werden.
Freitas weist darauf hin, dass Sonden im Gegensatz zu den interstellaren Radiowellen, die üblicherweise Ziel von SETI-Suchen sind, Informationen über lange, möglicherweise geologische Zeiträume speichern könnten und starke Radiosignale aussenden könnten, die eindeutig als intelligenten Ursprungs erkennbar sind und nicht als UFO oder Naturphänomen abgetan werden könnten. Sonden könnten außerdem jedes von ihnen gesendete Signal so modifizieren, dass es dem System, in dem sie sich befinden, entspricht. Dies wäre bei einer Funkübertragung von außerhalb des Zielsternsystems unmöglich. Darüber hinaus würde der Einsatz kleiner Robotersonden mit weit verteilten Baken in einzelnen Systemen anstelle einer kleinen Anzahl leistungsstarker, zentralisierter Baken der Zivilisation, die sie nutzt, einen Sicherheitsvorteil verschaffen. Anstatt den Standort eines Funkfeuers preiszugeben, das stark genug ist, um die gesamte Galaxie zu erreichen und das Risiko einzugehen, dass ein so leistungsstarkes Gerät kompromittiert wird, müssen dezentralisierte, auf Robotersonden installierte Funkfeuer keine Informationen preisgeben, die eine außerirdische Zivilisation lieber vor anderen verbergen möchte.
Angesichts des Alters der Milchstraße könnte es Millionen oder sogar Milliarden Jahre vor der Evolution des Homo sapiens eine uralte außerirdische Zivilisation gegeben haben, die Sonden ins Sonnensystem geschickt hat. Eine ausgesandte Sonde könnte also Millionen von Jahren lang funktionsunfähig gewesen sein, bevor die Menschheit von ihrer Existenz erfuhr. Eine solche „tote“ Sonde würde keine unmittelbare Bedrohung für die Menschheit darstellen, würde aber beweisen, dass interstellare Flüge möglich sind. Würde jedoch eine aktive Sonde entdeckt, würden die Menschen viel stärker reagieren, als auf die Entdeckung einer Sonde, die schon lange nicht mehr funktioniert.

## Weitere mögliche Auswirkungen

### Weltanschauungen
Einige haben argumentiert, dass die bestätigte zuverlässige Entdeckung außerirdischer Intelligenz oder außerirdischen Kontakts einer der größten Momente in der Menschheitsgeschichte sein könnte und erhebliche Auswirkungen auf die Menschheit und ihre gegenwärtig vorherrschenden Weltanschauungen hätte, nicht nur im Hinblick auf Auswirkungen in den Bereichen der Theologie und Wissenschaft, ähnlich dem Paradigmenwechsel weg vom Geozentrismus als dominierendem Element menschlicher Weltanschauungen.
Der Harvard-Astronom und leitende Wissenschaftler des Galileo Projekts, Avi Loeb, argumentiert, die Menschheit sei noch nicht bereit, ein Gefühl der „kosmischen Bescheidenheit“ zu entwickeln, wie er es nennt, und dass sich dies ändern könnte, wenn das Projekt „Relikte“ fortgeschrittenerer Zivilisationen entdecke. Loeb postuliert, dass wenn wir feststellen, dass wir „nicht das klügste Kind im kosmischen Block sind, uns dies eine andere Perspektive eröffnet“ – beispielsweise die Art und Weise, wie wir über unseren Platz im Universum nachdenken, beispielsweise im Hinblick auf vorherrschende religiöse Weltanschauungen, in denen Menschen oft als einzigartig oder außergewöhnlich angesehen werden.
Laut Major John R. King können die möglichen soziologischen Folgen des Kontakts mit Außerirdischen (1) anfänglicher Schock und Bestürzung, (2) Verlust oder Schwächung des Egos, (3) Veränderung menschlicher Werte, (4) Herabwürdigung des Ansehens [bestimmter] Wissenschaftler und (5) Neubewertung der Religionen sein. Das „Mittelmäßigkeitsprinzip“, das besagt, dass „der Status oder die Position der Erde im Universum nichts Besonderes ist“, könnte eine große Herausforderung für die abrahamitischen Religionen darstellen, die „lehren, dass der Mensch von Gott mit Absicht erschaffen wurde und im Verhältnis zu anderen Geschöpfen eine privilegierte Stellung einnimmt“, obwohl einige argumentieren, dass „die Entdeckung von Leben anderswo im Universum Gottes Liebe zum Leben auf der Erde nicht beeinträchtigen würde“, obwohl es in populären religiösen Texten wie der Bibel keine „positive Bestätigung außerirdischen Lebens“ gibt und andere Zivilisationen „die Geschichte Jesu überhaupt nicht kennen“ und in ihrer eigenen Vergangenheit möglicherweise keine solche populäre Geschichte kennen. Es ist weit verbreitet, dass sich Religionen an den Kontakt anpassen würden.

### Theologische
Die Bestätigung außerirdischer Intelligenz könnte tiefgreifende Auswirkungen auf religiöse Lehren haben und Theologen möglicherweise dazu veranlassen, die Heiligen Schriften neu zu interpretieren, um den neuen Entdeckungen Rechnung zu tragen. Eine Umfrage unter Menschen mit vielen verschiedenen religiösen Überzeugungen ergab jedoch, dass ihr Glaube durch die Entdeckung außerirdischer Intelligenzen nicht beeinflusst würde, und eine andere Studie, die von Ted Peters vom Pacific Lutheran Theological Seminary durchgeführt wurde, zeigt, dass die meisten Menschen ihre religiösen Überzeugungen dadurch nicht als ersetzt betrachten würden. Umfragen unter religiösen Führern zeigen, dass nur ein kleiner Prozentsatz davon befürchtet, die Existenz außerirdischer Intelligenzen könnte den Ansichten der Anhänger ihrer Religion grundsätzlich widersprechen. Gabriel Funes, Chefastronom der vatikanischen Sternwarte und päpstlicher Berater in Wissenschaftsfragen, erklärte, die katholische Kirche würde außerirdische Besucher wahrscheinlich herzlich willkommen heißen. Es gibt viele UFO-Religionen wie den Raëlismus. Der Astronom David Weintraub vermutet, dass eindeutiger Kontakt zu mehr dieser Art von Glaubensrichtungen und Gemeinschaften führen würde: „Es würde zweifellos Menschen geben, die dies als eine Gelegenheit oder einen Vorwand sehen würden, aus welchem Grund auch immer auf sich aufmerksam zu machen, und es würde neue Religionen geben.“
Die Peters-Studie zeigte allerdings auch, dass die meisten nichtreligiösen Menschen und eine bedeutende Minderheit religiöser Menschen glauben, dass die Welt einer religiösen Krise ausgesetzt sein könnte, selbst wenn ihr eigener Glaube davon unberührt bliebe. Der Kontakt mit außerirdischer Intelligenz dürfte für westliche Religionen, insbesondere das traditionalistische Christentum, aufgrund der geozentrischen Natur westlicher Glaubensrichtungen höchstwahrscheinlich ein Problem darstellen. Die Entdeckung außerirdischen Lebens würde jedoch keinen Widerspruch zu grundlegenden Gottesvorstellungen darstellen und da die Wissenschaft in der Vergangenheit bereits etablierte Dogmen in Frage gestellt hat, beispielsweise mit der Evolutionstheorie, ist es wahrscheinlich, dass sich auch die bestehenden Religionen in ähnlicher Weise an die neuen Umstände anpassen werden. Nach Mussos Ansicht wäre eine globale religiöse Krise selbst für die abrahamitischen Religionen unwahrscheinlich, da seine und andere Studien zum Christentum, der „anthropozentrischsten“ Religion, keinen Konflikt zwischen dieser Religion und der Existenz außerirdischer Intelligenzen erkennen. Darüber hinaus könnte der Kontakt über Jahrhunderte hinweg geschehen oder lange nach dem Ableben der entsprechenden Zivilisation und wäre dadurch ähnlich wie wenn Archäologen und Historiker antike Artefakte und Texte betrachten.
Funes spekuliert, dass eine entzifferbare Botschaft einer außerirdischen Intelligenz einen interstellaren Wissensaustausch in verschiedenen Disziplinen initiieren könnte, einschließlich aller Religionen, die eine außerirdische Zivilisation beherbergen könnte.  Billingham vermutet außerdem, dass eine extrem fortschrittliche und freundliche außerirdische Zivilisation den gegenwärtigen religiösen Konflikten ein Ende setzen und zu größerer religiöser Toleranz weltweit führen könnte.  Jill Tarter hingegen vertritt die Ansicht, dass der Kontakt mit außerirdischer Intelligenz die Religion, wie wir sie kennen, beseitigen und der Menschheit einen allumfassenden Glauben näherbringen könnte. Vakoch bezweifelt, dass Menschen geneigt wären, außerirdische Religionen anzunehmen. Er sagte gegenüber ABC News: „Ich denke, Religion befriedigt sehr menschliche Bedürfnisse, und solange Außerirdische keinen Ersatz dafür bieten können, glaube ich nicht, dass Religion verschwinden wird“, und fügte hinzu: „Wenn es unglaublich fortgeschrittene Zivilisationen mit einem Glauben an Gott gibt, glaube ich nicht, dass Richard Dawkins anfangen wird, daran zu glauben.“

### Politisch
Laut Experten wie Niklas Hedman, Exekutivdirektor des UN-Büros für Weltraumfragen, gibt es „keine internationalen Abkommen oder Mechanismen, wie die Menschheit mit einer Begegnung mit außerirdischer Intelligenz umgehen würde“.
Tim Folger spekuliert, dass sich Nachrichten über Funkkontakte mit einer außerirdischen Zivilisation nicht unterdrücken ließen und sich schnell verbreiten würden, obwohl die wissenschaftliche Literatur zu diesem Thema aus der Zeit des Kalten Krieges dem widerspricht. Die Medienberichterstattung über die Entdeckung würde jedoch wahrscheinlich schnell abebben, da die Wissenschaftler begannen, die Botschaft zu entschlüsseln und ihre wahre Bedeutung zu verstehen. Verschiedene Regierungszweige (zum Beispiel Legislative, Exekutive und Judikative) können ihre eigene Politik verfolgen, was möglicherweise zu Machtkämpfen führen kann. Selbst im Falle eines einzigen Kontakts ohne weitere Folgen kann ein Funkkontakt zu heftigen Meinungsverschiedenheiten darüber führen, welche Gremien die Autorität haben, die Menschheit als Ganzes zu vertreten. Michaud vermutet, dass die Angst vor direktem Kontakt Nationalstaaten dazu bewegen könnte, ihre Konflikte beizulegen und für die gemeinsame Verteidigung der Menschheit zusammenzuarbeiten.
Abgesehen von der Frage, wer die Erde als Ganzes repräsentieren würde, könnte der Kontakt auch andere internationale Probleme aufwerfen, wie etwa das Ausmaß der Beteiligung von Regierungen im Ausland gegenüber der Regierung, deren Radioastronomen das Signal empfangen haben. Die Vereinten Nationen diskutierten verschiedene Fragen der Außenbeziehungen unmittelbar vor dem Start der Voyager -Sonden, die im Jahr 2012 das Sonnensystem verließen und dabei eine goldene Schallplatte mit sich führten, für den Fall, dass sie von außerirdischer Intelligenz gefunden werden. Zu den diskutierten Fragen gehörten, welche Botschaften die Menschheit am besten repräsentieren, welches Format sie haben sollten, wie man die Kulturgeschichte der Erde vermitteln könnte und welche internationalen Gruppen gebildet werden sollten, um außerirdische Intelligenz genauer zu untersuchen.
Laut Luca Codignola von der Universität Genua ist der Kontakt mit einer mächtigen außerirdischen Zivilisation vergleichbar mit Situationen, in denen eine mächtige Zivilisation eine andere zerstörte, wie etwa die Ankunft von Christoph Kolumbus und Hernán Cortés in Amerika und die anschließende Zerstörung der einheimischen Zivilisationen und ihrer Lebensweisen. Allerdings ist die Anwendbarkeit eines solchen Modells auf den Kontakt mit außerirdischen Zivilisationen und die spezifische Interpretation der Ankunft der europäischen Kolonisten in Amerika umstritten. Dennoch könnte jeder große Unterschied zwischen der Macht einer außerirdischen Zivilisation und unserer eigenen demoralisierend wirken und möglicherweise den Zusammenbruch der menschlichen Gesellschaft verursachen oder beschleunigen. Die Entdeckung durch eine „überlegene“ außerirdische Zivilisation und der fortgesetzte Kontakt mit ihr könnten psychologische Auswirkungen haben, die eine Zivilisation zerstören könnten, wie es in der Vergangenheit auf der Erde geschehen sein soll.
Selbst wenn zwischen der Menschheit und Außerirdischen kein enger Kontakt besteht, können hochinformative Botschaften einer außerirdischen Zivilisation an die Menschheit einen großen Kulturschock auslösen. Der Soziologe Donald Tarter vermutet, dass das Wissen über außerirdische Kultur und Theologie das Potenzial hat, die menschliche Loyalität gegenüber bestehenden Organisationsstrukturen und Institutionen zu gefährden. Der Kulturschock, der durch die Begegnung mit einer außerirdischen Zivilisation entsteht, kann sich über Jahrzehnte oder sogar Jahrhunderte hinziehen, wenn die Botschaft der Außerirdischen an die Menschheit äußerst schwer zu entziffern ist.
Eine Studie legt nahe, dass eine Bedrohung von der Wahrnehmung staatlicher Akteure (oder ihren darauf basierenden Handlungen) ausgehen könnte, dass andere staatliche Akteure versuchen könnten, ein Informationsmonopol über die Kommunikation mit einer außerirdischen Intelligenz zu erlangen und durchzusetzen. Es empfiehlt Transparenz und Datenaustausch, die Weiterentwicklung von Postdetektionsprotokollen, und eine bessere Ausbildung der politischen Entscheidungsträger in diesem Bereich.

### Rechtliches
Der Kontakt mit außerirdischen Zivilisationen würde rechtliche Fragen aufwerfen, etwa nach den Rechten der außerirdischen Wesen. Ein Außerirdischer, der auf der Erde ankommt, könnte lediglich durch Gesetze gegen Tierquälerei geschützt sein. So wie verschiedenen Gruppen von Menschen, wie Frauen, Kindern und indigenen Völkern, zunächst die Menschenrechte vorenthalten wurden, so könnte dies auch für außerirdische Wesen gelten, die daher legal besessen und getötet werden könnten. Würde man eine solche Spezies nicht als juristisches Tier behandeln, ergäbe sich die Herausforderung, die Grenze zwischen einer juristischen Person und einem juristischen Tier zu definieren, wobei man die zahlreichen Faktoren berücksichtigt, die Intelligenz ausmachen. Einige Ethiker überlegen, „wie die Rechte einer völlig unbekannten fremden Spezies in unseren rechtlichen und ethischen Rahmen passen würden“ – es spricht einiges dafür, dass sich die „Menschenrechte“ zu „Rechten von Lebewesen“ weiterentwickeln sollten.
Selbst wenn einem außerirdischen Wesen die Rechtspersönlichkeit zuerkannt würde, würden sich nach Freitas’ Ansicht Probleme hinsichtlich der Staatsangehörigkeit und Einwanderung ergeben. Ein außerirdisches Wesen hätte keine gesetzlich anerkannte irdische Staatsbürgerschaft und es wären möglicherweise drastische rechtliche Maßnahmen erforderlich, um die technisch illegale Einwanderung außerirdischer Individuen zu erklären.
Würde der Kontakt über elektromagnetische Signale erfolgen, würden diese Probleme nicht auftreten. Das primäre rechtliche Problem wären vielmehr Fragen des Patent- und Urheberrechts, die sich darauf beziehen, wer, wenn überhaupt, Rechte an den Informationen der außerirdischen Zivilisation hat.
Forschungsarbeiten beschäftigt beispielsweise, ob es allgemeingültige Metagesetze für intelligente Wesen geben könnte und ob sie durchsetzbar wären.

### Wissenschaftliche und technologische
Die wissenschaftlichen und technologischen Auswirkungen eines außerirdischen Kontakts durch elektromagnetische Wellen wären wahrscheinlich recht gering, insbesondere zunächst.  Enthält die Nachricht jedoch eine große Menge an Informationen, könnte ihre Entschlüsselung den Menschen Zugang zu einem galaktischen Erbe verschaffen, das möglicherweise aus der Zeit vor der Entstehung des Sonnensystems stammt, was unsere Technologie und Wissenschaft erheblich voranbringen könnte. Ein möglicher negativer Effekt könnte darin bestehen, dass die Forscher demoralisiert werden, wenn ihnen klar wird, dass das, was sie erforschen, einer anderen Zivilisation möglicherweise bereits bekannt ist.
Andererseits könnten außerirdische Zivilisationen mit böswilligen Absichten (ungefilterte) Informationen senden, die es der menschlichen Zivilisation ermöglichen oder erleichtern könnten, sich selbst zu zerstören, wie etwa mächtige Computerviren, Wissen zum Aufbau einer fortgeschrittenen künstlichen Intelligenz oder Informationen zur Herstellung extrem wirksamer Waffen, die der Mensch noch nicht verantwortungsvoll einsetzen könnte. Die Motive für eine solche Aktion sind unbekannt, doch dürfte sie einen minimalen Energieaufwand seitens der Außerirdischen erfordern. Es ist auch möglich, dass solche Nachrichten ohne böse Absicht gesendet werden. Laut Musso werden jedoch insbesondere Computerviren nahezu unmöglich sein, es sei denn, Außerirdische verfügen über detaillierte Kenntnisse der menschlichen Computerarchitektur, was nur der Fall wäre, wenn eine menschliche Nachricht, die zu den Sternen gesendet wird, ohne große Rücksicht auf die Sicherheit geschützt würde. Sogar eine virtuelle Maschine, auf der außerirdische Computerprogramme ausgeführt werden könnten, könnte speziell für diesen Zweck entwickelt werden und hätte kaum etwas mit den auf der Erde üblichen Computersystemen zu tun. Darüber hinaus könnten Menschen Nachrichten an Außerirdische senden, in denen sie erklären, dass sie keinen Zugriff auf die Encyclopedia Galactica wünschen, bis diese ein entsprechendes Entwicklungsniveau erreicht haben. Dadurch könnten die Chancen erhöht werden, dass schädliche Auswirkungen der Technologie der Empfänger-Außerirdischen gemildert werden.
Außerirdische Technologie könnte tiefgreifende Auswirkungen auf die Natur der menschlichen Kultur und Zivilisation haben. So wie das Fernsehen einer großen Bandbreite politischer, religiöser und gesellschaftlicher Gruppen ein neues Ventil bot und wie die Druckerpresse den einfachen Menschen Europas die Bibel zugänglich machte und ihnen ermöglichte, sie selbst zu interpretieren, so könnte eine außerirdische Technologie die Menschheit auf eine Weise verändern, die nicht sofort erkennbar ist. Harrison spekuliert, dass das Wissen über außerirdische Technologien die Kluft zwischen wissenschaftlichem und kulturellem Fortschritt vergrößern könnte, was zu einem gesellschaftlichen Schock und der Unfähigkeit führen könnte, die negativen Auswirkungen der Technologie zu kompensieren. Als Beispiel nennt er die Fortschritte in der Agrartechnologie während der Industriellen Revolution, die Tausende von Landarbeitern verdrängte, bis die Gesellschaft sie für der neuen Gesellschaftsordnung angemessene Arbeitsplätze umschulen konnte. Der Kontakt mit einer außerirdischen Zivilisation, die der Menschheit weit überlegen ist, könnte einen weitaus größeren Schock auslösen als die Industrielle Revolution oder alles, was die Menschheit bisher erlebt hat.
Michaud vermutet, dass die Menschheit durch den Zustrom außerirdischer Wissenschaft und Technologie auf die gleiche Weise beeinflusst werden könnte, wie die mittelalterlichen europäischen Gelehrten durch das Wissen arabischer Wissenschaftler beeinflusst wurden. Die Menschheit könnte dieses Wissen zunächst als potenziell für den Fortschritt der menschlichen Spezies hochhalten und sich den Außerirdischen sogar unterlegen fühlen, doch mit der Zeit würde ihre Arroganz wachsen, je tiefer sie in die Wissenschaft, Technologie und andere kulturelle Entwicklungen einer fortgeschrittenen außerirdischen Zivilisation eindringt.
Die Entdeckung außerirdischer Intelligenz hätte verschiedene Auswirkungen auf die Biologie und Astrobiologie. Die Entdeckung außerirdischen Lebens in jeglicher Form, ob intelligent oder nicht, würde der Menschheit tiefere Einblicke in die Natur des Lebens auf der Erde geben und das Verständnis für die Struktur des Lebensbaums verbessern. Menschliche Biologen könnten möglicherweise etwas über die Biochemie außerirdischer Lebewesen lernen und beobachten, wie sie sich von der auf der Erde findet. Dieses Wissen könnte der menschlichen Zivilisation helfen zu lernen, welche Aspekte des Lebens im gesamten Universum verbreitet sind und welche möglicherweise nur auf der Erde vorkommen.

### Ethik
Astroethik bezieht sich auf die Betrachtung und Entwicklung ethischer Standards für eine Vielzahl von Weltraumthemen, einschließlich Fragen der Interaktion aus der Ferne oder bei Nahbegegnungen, und betrifft nicht nur die Ethik des Menschen, sondern auch die Ethik nicht-menschlicher Intelligenzen, einschließlich der Frage, ob sie uns alle Rechte gewähren (und welche jeweils einzeln oder insgesamt).

### Auswirkungen auf die Ökologie und biologische Kriegsführung
Eine außerirdische Zivilisation könnte Krankheitserreger oder invasive Lebensformen auf die Erde bringen, die ihrer eigenen Biosphäre nicht schaden. Außerirdische Krankheitserreger könnten die menschliche Bevölkerung dezimieren, da diese keine Immunität gegen sie hätte. Oder sie könnten Landtiere oder Pflanzen als Wirte nutzen und so dem Menschen indirekten Schaden zufügen. Invasive Organismen, die von außerirdischen Zivilisationen eingeschleppt werden, könnten großen ökologischen Schaden anrichten, da die irdische Biosphäre nicht über die nötigen Abwehrmechanismen gegen sie verfügt.
Andererseits könnten sich Krankheitserreger und invasive Arten außerirdischen Ursprungs in ihrer Biologie so sehr von irdischen Organismen unterscheiden, dass sie keine negativen Auswirkungen haben. Darüber hinaus sind Krankheitserreger und Parasiten auf der Erde im Allgemeinen nur an eine kleine und exklusive Anzahl von Umgebungen angepasst, an die sich außerirdische Krankheitserreger nicht anpassen könnten.
Wenn eine außerirdische Zivilisation, die der Menschheit böse Absichten entgegenbringt, genügend Wissen über die irdische Biologie und die Schwächen des Immunsystems der irdischen Biota erlangt, könnte sie möglicherweise äußerst wirksame biologische Waffen herstellen. Selbst eine Zivilisation ohne böse Absichten könnte der Menschheit unbeabsichtigt Schaden zufügen, indem sie nicht alle Risiken ihres Handelns berücksichtigt.
Selbst wenn eine außerirdische Zivilisation allein über elektromagnetische Signale kommunizieren würde, könnte sie der Menschheit Informationen übermitteln, mit deren Hilfe die Menschen selbst tödliche biologische Waffen herstellen könnten, so Baum.